# Paduraksa (Pemalang)
Paduraksa is een bestuurslaag in het regentschap Pemalang van de provincie Midden-Java, Indonesië. Paduraksa telt 5677 inwoners (volkstelling 2010).